# Monochamus jordani
Monochamus jordani là một loài bọ cánh cứng trong họ Cerambycidae.